# Stjørdalselva
Stjørdalselva – rzeka w Norwegii. Początek bierze na granicy ze Szwecją z połączenia rzek Dalåa i Torsbjørki i płynie wzdłuż doliny Stjørdalen przez gminy Meråker i Stjørdal. Uchodzi do Trondheimsfjordu między wsiami Stjørdalshalsen i Hell, na południe od portu lotniczego Trondheim. Jej długość wynosi 70 km. Powierzchnia dorzecza wynosi 2111 km².
Trasa europejska E14 oraz linia kolejowa Meråkerbanen biegną wzdłuż biegu Stjørdalselva od źródeł aż do ujścia.